# Алекс Молчан
Алекс Молчан (слч. Alex Molčan; Прешов, 1. децембар 1997) је словачки тенисер.
Најбољи пласман на АТП листи је остварио 23. маја 2022. године када је био 38. тенисер света. Стигао је до три финала АТП 250 турнира: на Отвореном првенству Београда 2021, у Мароку и Лиону 2022. године. Има једну победу над топ 10 тенисерима (до априла 2023), када је у Маракешу 2022. године победио у том тренутку деветог играча света Феликса Оже-Алијасима.
Тренер му је сународник Маријан Вајда.

## АТП финала

### Појединачно: 3 (0:3)
| Легенда                        |
| ------------------------------ |
| Гренд слем (0:0)               |
| Завршно првенство сезоне (0:0) |
| АТП мастерс 1000 (0:0)         |
| АТП 500 (0:0)                  |
| АТП 250 (0:3)                  |

| Финала по подлози |
| ----------------- |
| Тврда (0:0)       |
| Шљака (0:3)       |
| Трава (0:0)       |

| Финала по локацији |
| ------------------ |
| Отворено (0:3)     |
| Дворана (0:0)      |

| Исход     | Бр. | Датум           | Турнир          | Подлога | Противник     | Резултат           |
| --------- | --- | --------------- | --------------- | ------- | ------------- | ------------------ |
| Финалиста | 1.  | 29. мај 2021.   | Београд, Србија | Шљака   | Новак Ђоковић | 4:6, 3:6           |
| Финалиста | 2.  | 10. април 2022. | Маракеш, Мароко | Шљака   | Давид Гофен   | 6:3, 3:6, 3:6      |
| Финалиста | 3.  | 21. мај 2022.   | Лион, Француска | Шљака   | Камерон Нори  | 3:6, 7:6(7:3), 1:6 |